# Keef the Thief
Keef the Thief: A Boy and His Lockpick — видеоигра, разработанная Naughty Dog и изданная Electronic Arts. Была выпущена в 1989 году для Apple II, а позже портирована на Amiga и MS-DOS. Keef the Thief — это комедийная ролевая игра выдержанная в жанре «меча и магии».

## Игровой процесс
Игра ведётся от первого лица и использует интерфейс «point and click». Главный герой под управлением игрока должен украсть столько, сколько сможет, с конечной целью получить доступ к городской казне и разграбить её. Помимо изучения города, игрок также может посетить другие локации, включая подземелья, джунгли и арену. Игровой процесс похож на другие ролевые игры той эпохи.

## Разработка
В 1980-х Naughty Dog стала самой молодой сторонней студией, заключившей контракт с Electronic Arts. Контракт был согласован после того, как разработчики позвонили на горячую линию Electronic Arts и в итоге поговорили с продюсером. Разработчики вели себя как «дикие, шумные дети» в отеле, где EA проводила свои конференции разработчиков. Примерно в это же время компания получила своё новое название «Naughty Dog» (ранее Jam Software).
Naughty Dog вспоминали: «Пока мы создавали это, Энди ввёл саркастический текст в качестве замены того, что, как мы полагали, будет настоящим текстом в финальном выпуске. EA так понравился юмор, что они решили превратить всю игру в комедию».

## Критика
Версии игры для Amiga и Apple IIGS были рассмотрены в 1990 году в Dragon #157 Хартли, Патрисией и Кирком Лессером в колонке «Роль компьютеров». Рецензенты обычно давали игре оценку от 1 до 5 звёзд, однако версия этой игры для Apple II получила «X» («Не рекомендуется») из-за её устаревшей системы защиты от копирования.
Обозревавший игры для Amiga журнал .info поставил игре оценку 4/5.